# John Waddy
John Llewellyn Waddy (Taunton, 17 juni 1920 – aldaar, 27 september 2020) was een Engels militair, die vooral bekend is geworden vanwege zijn deelname aan de Slag om Arnhem.

## Levensloop

### Vroege jaren
John Waddy was de zoon van luitenant-kolonel Henry Waddy en diens vrouw Llewellyn. Hij studeerde aan het Royal Militairy College Sandhurst. In juli 1939 werd Waddy ingedeeld als tweede luitenant bij de Somerset Light Infantry. Hij ging scheep naar Brits-Indië op de dag dat het Verenigd Koninkrijk de oorlog verklaarde aan Duitsland.

### Tweede Wereldoorlog

#### Brits-Indië
In Brits-Indië was de kans om gevechtsactie te zien klein. In augustus 1941 meldde Waddy zich daarom als vrijwilliger bij het nieuw gevormde 151e Parachutisten Bataljon, later bekend als het 156e Parachutisten Bataljon. Hij behaalde zijn springbrevet, maar lag in februari 1942 na een mislukte oefensprong drie dagen in coma.

#### Italië
Waddy herstelde en vertrok in oktober 1942 met zijn bataljon naar Noord-Afrika, waar het de kern vormde van de nieuwe 4e Parachutistenbrigade. Waddy vervulde de functie van inlichtingenofficier bij de brigade. De brigade werd opgenomen in de 1e Luchtlandingsdivisie. Waddy nam deel aan de landingen op het Italiaanse vasteland. Hij nam met zijn bataljon met succes de haven van Taranto in. Vervolgens trok de divisie langzaam noordwaarts en nam het in de gevechten op tegen de 1e Parachutistendivisie. Op een gegeven moment veroverde Waddy een Italiaanse 179mm-Howitzer, waarmee hij Duitse troepen onder vuur nam die zich verzamelden voor een tegenaanval. In november 1943 werd de divisie teruggetrokken van het front en naar Engeland gehaald.

#### Slag om Arnhem
Het duurde meer dan negen maanden voordat de divisie weer in actie kwam. Op 17 september 1944 landde de divisie in de omgeving in de buurt van Arnhem. Tijdens de Slag om Arnhem lukte het de divisie niet om de Arnhemse Rijnbrug in te nemen. Binnen Operatie Market Garden zou die brug nodig zijn om via Nederland grondgebied op te rukken via het Nederrijngebied en naar het Ruhrgebied en Duitsland de genadeklap toe te dienen.
Waddy landde op de tweede dag van de Slag op de Ginkelse Heide bij Ede en werd vrijwel direct onder vuur genomen. Samen met zijn bataljon wist hij dezelfde dag nog Oosterbeek te bereiken. In de ochtend van 19 september trok de 4e Parachutistenbrigade richting Arnhem, waar ze optrok aan de linkerflank van de 1e Parachutistenbrigade. De brigades probeerde aansluiting te krijgen met het bataljon van John Frost dat de noordzijde van de Rijnbrug had bereikt. De Duitsers hadden intussen een sterke linie opgebouwd tussen de hoofdmacht en het legertje van Frost. Het gevecht liep voor de 1e en 4e Parachutistenbrigade uit op een slachting. Waddy zelf werd in de lies geraakt, maar wist met hulp van medesoldaten terug te keren naar Oosterbeek.
De artsen gaven weinig voor Waddy's kansen. Hij werd naar het noodziekenhuis in Hotel De Tafelberg gebracht en daar geopereerd. Een dag later werd Waddy verplaatst naar een huis tegenover De Tafelberg. De gevechten speelden zich af op een zeer klein oppervlakte, waardoor Waddy nog twee keer geraakt werd, door een mortierscherf in zijn linkervoet en door splinters in zijn gezicht. Waddy werd overgedragen aan een Duitse medische post toen het huis waar hij verbleef vlam vatte. Hij lag zes weken in een ziekenhuis in Apeldoorn. Hij zou later verklaren onder de indruk te zijn van de vriendelijkheid van de Duitse medische staf en bewakers. Na hersteld te zijn bracht hij de rest van de oorlog door in Stalag VII-A, waar hij in april 1945 de bevrijding meemaakte.

### Na de oorlog
Na de oorlog bleef Waddy in het leger. In september 1945 werd hij naar Palestina gestuurd, waar hij Joodse terroristen bestreed. In juli 1947 raakte hij wederom gewond, ditmaal door leden van de Irgoen. In maart 1948 verliet Waddy Palestina en bracht tijd door in Griekenland en Engeland. Later was hij met de 1e Infanteriedivisie in Egypte en Libië, voordat hij in Malaya terecht kwam. Hij bracht een jaar in het land door tijdens de Malayaanse Noodtoestand. In 1958 keerde hij terug bij de parachutisten en was gelegerd in Jordanië en Cyprus. In 1960 keerde Waddy terug naar Engeland en vervulde verschillende onderwijsfuncties binnen het leger.
Waddy kreeg in 1964 de aanstelling tot kolonel bij de SAS. Na korte verblijven in Washington D.C. en Fort Benning was hij defensieadviseur bij de Britse ambassade in Saigon. Vandaar aanschouwde hij de Vietnamoorlog van dichtbij. In 1972 keerde hij weer terug naar Engeland om twee jaar later het leger te verlaten.
Van 1974 tot aan zijn pensioen in 1989 was Waddy militair adviseur bij Westland Helicopters. In 1975 had hij een half jaar verlof om te helpen bij de productie van de film Een brug te ver. Hij trainde een groep van vijftig acteurs die in de film het bataljon van John Frost bij de brug vormden. Als dank spreekt Edward Fox in de film zijn chauffeur aan als Waddy. Waddy zelf is in het slot van de film heel kort te zien.

### Veteraan
Waddy bezocht na de oorlog regelmatig de herdenkingen in Arnhem. In 1954 ontving hij een beschadigde sigarendoos met de naam Waddy erop. Later ontdekte hij dat de deze sigarendoos een cadeau van zijn vader was aan kolonel Hilaro Barlow, die tijdens de Slag om Arnhem sneuvelde. Van 1982 tot 1996 verzorgde Waddy rondleidingen op het voormalige slagveld voor Britse stafofficieren. In 1999 schreef hij het boek A Tour of the Arnhem Battlefields. Waddy was ten tijde van zijn honderdjarige verjaardag de laatste levende Britse officier die de Slag om Arnhem had meegemaakt.